# マクラスキー (フリゲート)
| USS McClusky FFG-41 |                                                                                           |
| 艦歴                |                                                                                           |
| 発注:               |                                                                                           |
| 起工:               | 1981年10月18日                                                                            |
| 進水:               | 1982年9月18日                                                                             |
| 就役:               | 1983年12月10日                                                                            |
| 退役:               | 2015年1月14日                                                                             |
| 除籍:               |                                                                                           |
| その後:             | 真珠湾沖に標的として海没処分                                                              |
| 要目                |                                                                                           |
| 排水量              | 基準: 3,225 t                                                                             |
| 排水量              | 満載: 4,100 t                                                                             |
| 全長                | 453 ft (138 m)                                                                            |
| 全幅                | 45.4 ft (13.8 m)                                                                          |
| 吃水                | 24 ft (7.3 m)                                                                             |
| 機関                | COGAG方式                                                                                 |
| 機関                | LM2500-30ガスタービンエンジン (20,500hp) ×2基                                             |
| 機関                | 可変ピッチプロペラ（5翔）×1軸                                                             |
| 機関                | 非常用旋回式スラスタ（350hp）×2基                                                         |
| 最大速              | 29ノット以上                                                                              |
| 航続距離            | 4,500 海里（20ノット巡航時）                                                              |
| 乗員                | 206名（士官13名）                                                                         |
| 兵装                | Mk.75 76mm単装速射砲×1基                                                                  |
| 兵装                | Mk.38 25mm単装機銃×2基                                                                    |
| 兵装                | Mk.15 20mmCIWS×1基                                                                        |
| 兵装                | M2 12.7mm単装機銃×4基                                                                     |
| 兵装                | Mk.13 mod.4単装ミサイル発射機×1基 * SM-1MR SAM * ハープーンSSM を発射可能 ※2003年以降撤去 |
| 兵装                | Mk.32 mod.17 3連装短魚雷発射管×2基                                                        |
| 艦載機              | SH-60B LAMPSヘリコプター×2機                                                              |
| C4ISTAR             | NTDS (JTDS＋リンク 11/14)                                                                 |
| C4ISTAR             | Mk.92 FCS (SM-1MR, 76mm砲用)                                                              |
| C4ISTAR             | AN/SQQ-89 ASWCS                                                                           |
| センサ              | AN/SPS-49 対空捜索レーダー                                                                |
| センサ              | AN/SPS-55 対水上捜索レーダー                                                              |
| センサ              | AN/SQS-56 船底装備ソナー                                                                  |
| センサ              | AN/SQR-19 曳航ソナー                                                                      |
| 電子戦              | AN/SLQ-32(V)5 ESM/ECM装置                                                                 |
| 電子戦              | Mk.36 デコイ発射装置                                                                      |
| モットー:           | Persistent, Courageous, Victorious                                                        |

マクラスキー (英語: USS McClusky, FFG-41) は、アメリカ海軍のミサイルフリゲート。オリバー・ハザード・ペリー級ミサイルフリゲートの32番艦。艦名はミッドウェー海戦でエンタープライズ (USS Enterprise, CV-6) 艦載機部隊を指揮したクラレンス・ウェイド・マクラスキー少佐（後に海軍少将）(1902 - 1976)に因む。

## 艦歴
マクラスキーはカリフォルニア州サンペドロのトッド・パシフィック造船所で1981年10月18日に起工する。1982年9月18日に進水し、1983年12月10日にロングビーチ海軍補給基地で就役した。
1986年には台湾海峡で行われた中国海軍の大規模軍事演習に対する哨戒活動を行った。1991年には母港を横須賀に変更し、フィリピンのピナトゥボ山噴火の際の避難民救助活動、オペレーション・ファイアリー・ヴィジルに参加した。
1992年にはウラジオストクを訪れ、ソ連崩壊後のロシアを訪れた初の西側艦艇となった。三度目のペルシャ湾配備後の1996年には15回の共同演習への参加、40以上の港を訪れ、その後母港を横須賀からサンディエゴに変更した。2000年代に入ると、数多くの対麻薬作戦への参加を行う。
2006年の時点でマクラスキーはカリフォルニア州サンディエゴを母港とし、ジョニー・シュルツ艦長の指揮下活動した。2015年1月14日退役。
マクラスキーは対外有償軍事援助の下、2014年にメキシコ海軍に売却される予定だった。しかし売却されないまま、2016年9月の時点でもマクラスキーは真珠湾で係留中であり、実艦的として処分される予定だった。 2018年1月、環太平洋合同演習（リムパック）2018でマクラスキーが実艦的として使用されることが発表され、2018年7月19日、マクラスキーはハワイ州カウアイ島の北55海里（102 km、63マイル) の海域に沈没した。